# Монтела
Монтѐла (на италиански: Montella) е градче и община в Южна Италия, провинция Авелино, регион Кампания. Разположено е на 556 m надморска височина. Населението на общината е 8013 души (към 2015 г.).